# Taekwondo nos Jogos Pan-Americanos de 2019 - Poomsae individual masculino
A competição do poomsae masculino do taekwondo nos Jogos Pan-Americanos de 2019 ocorreu no dia 27 de julho, no Polideportivo Villa El Salvador em Callao, Lima.

## Medalhistas
| Ouro   | USA Alex Lee                            |
| Prata  | PER Hugo del Castillo                   |
| Bronze | MEX Marco Arroyo CAN Abbas Assadian Jr. |

## Resultados
| Posição           | Atleta                   | Rodada 1 | Rodada 2 | Total |
| ----------------- | ------------------------ | -------- | -------- | ----- |
| Medalha de ouro   | Alex Lee (USA)           | 7.64     | 7.68     | 7.660 |
| Medalha de prata  | Hugo Del Castillo (PER)  | 7.48     | 7.49     | 7.490 |
| Medalha de bronze | Marco Arroyo (MEX)       | 7.46     | 7.50     | 7.480 |
| Medalha de bronze | Abbas Assadian Jr. (CAN) | 7.38     | 7.40     | 7.390 |
| 5                 | Dany Coy (GUA)           | 7.28     | 7.18     | 7.230 |
| 6                 | Luis M. Colon (PUR)      | 6.86     | 6.56     | 6.710 |